# Martin O’Malley
Martin Joseph O’Malley (Washington D.C., 1963. január 18. –) amerikai jogász, demokrata politikus, korábban Baltimore város polgármestere 1999 és 2007 között, majd ezt követően 2015-ig Maryland állam kormányzója. O’Malley 2015. május 30-án jelentette be, hogy hivatalosan is indul a 2016-os amerikai elnökválasztáson a demokrata elnökjelöltségi tisztségért.